# Golfo de Tomini
El golfo de Tomini (en indonesio, Teluk Tomini) es un golfo de mar que se encuentra en el océano Pacífico occidental, y cuyas aguas pertenecen a Indonesia.

## Geografía
Este golfo está enclavado en la parte centroriental de la isla de Célebes y sus límites son los siguientes:
- al norte y este, la costa de la península de Minahassa;
- al sur, la costa de la península de Oriente;
- al este, el mar de Molucas, un mar del océano Pacífico.

Las islas Togian, un archipiélago de 56 islas, se sitúan en el centro del golfo.

## Delimitación de la IHO
La máxima autoridad internacional en materia de delimitación de mares, la Organización Hidrográfica Internacional («International Hydrographic Organization, IHO), considera el golfo de Tomini como un mar. En su publicación de referencia mundial, Limits of oceans and seas (Límites de océanos y mares, 3ª edición de 1953), le asigna el número de identificación 48d, dentro del archipiélago de las Indias Orientales y lo define de la forma siguiente:

En el este.
El límite oeste del mar de Molucas (48c). [Las costas orientales de las islas de Banggai y  Peleng hasta Bangkalan Norte (1º10'S, 123°18'E) y desde allí una línea a Tg. Botok (Célebes) (1°04'S, 123°19'E) alrededor de la costa a Tg. Pasir Pandjang (0°39'S, 123°25'E) y en la Tg. Tombalilatoe (123°21'E) en la costa opuesta, y desde allí hasta la costa oriental de Tg. Pisan, el extremo noreste de Célebes.]
Limits of oceans and seas, pág. 25 y 26.